# Oxly (Misuri)
Oxly es un lugar designado por el censo ubicado en el condado de Ripley en el estado estadounidense de Misuri. En el Censo de 2010 tenía una población de 200 habitantes y una densidad poblacional de 29,26 personas por km².

## Geografía
Oxly se encuentra ubicado en las coordenadas 36°36′9″N 90°40′44″O / 36.60250, -90.67889. Según la Oficina del Censo de los Estados Unidos, Oxly tiene una superficie total de 6.83 km², de la cual 6.83 km² corresponden a tierra firme y (0%) 0 km² es agua.

## Demografía
Según el censo de 2010, había 200 personas residiendo en Oxly. La densidad de población era de 29,26 hab./km². De los 200 habitantes, Oxly estaba compuesto por el 97% blancos, el 0% eran afroamericanos, el 2.5% eran amerindios, el 0% eran asiáticos, el 0% eran isleños del Pacífico, el 0% eran de otras razas y el 0.5% pertenecían a dos o más razas. Del total de la población el 1.5% eran hispanos o latinos de cualquier raza.